# Lissamphibia
Lissamphibia is een groep van amfibieën waartoe onder andere alle moderne soorten behoren, maar ook vele uitgestorven soorten telt. De Lissamphibia worden beschouwd als een onderklasse van amfibieën.
De moderne amfibieën bestaan uit drie groepen; de kikkers (Anura), de salamanders (Caudata) en de wormsalamanders (Gymnophiona). Een aantal uitgestorven soorten behoort niet tot een van deze drie groepen maar is wel sterker verwant aan de moderne amfibieën dan aan andere bekende groepen. Hieraan heeft Lissamphibia zijn bestaansrecht te danken; andere onderklassen van amfibieën zijn alleen bekend als fossiel en zijn lang geleden uitgestorven.
De oorsprong van de Lissamphibia is onduidelijk. Er wordt vaak door onderzoekers beweerd dat de Lissamphibia uit de Lepospondyli zijn ontstaan. Andere beweren dat de Temnospondyli ancestraal waren aan de Lissamphibia. Een nieuw fossiel lijkt erop te wijzen dat de laatste groep onderzoekers gelijk heeft. Gerobatrachus, ook wel in de volksmond bekend als de 'frogmander', vertoont veel kenmerken van de Lissamphibia, waaronder de bouw en vorm van de schedel. Het dier is echter geclassificeerd binnen de Temnospondyli. Meer fossielen zullen gevonden moeten worden om de definitieve plaats van de Lissamphibia in de Amphibia te bepalen.